# Ervína Brokešová
Ervína Brokešová (27. ledna 1900 Praha – 19. října 1987 Rožmitál pod Třemšínem) byla česká houslistka, žačka Otakara Ševčíka.

## Život
Narodila se v rodině docenta ekonomie a dvorního rady Jana Leopolda Brokeše (1863–1936) a jeho ženy Marie, rozené Pacholíkové, která byla klavíristkou. Dětství prožila v Netvořicích u Benešova. Zde absolvovala první hodiny hry na housle. Otec podporoval její talent a poslal ji v jejích osmi letech do hudební školy Rudolfa Anděla na Královských Vinohradech. Další vzdělání získala u Stanislava Michala. Ve čtrnácti letech se stala žačkou Štěpána Suchého (1872–1920). Prvních koncertních úspěchů dosáhla v roce 1917, kdy vystoupila na sérii koncertů k narozeninám císaře Karla I. S Mozartovým koncertem D dur KV 211 a Cikánskými melodiemi Pabla de Sarasate vystoupila 3. listopadu 1917 v Pardubicích, 4. listopadu v Benešově a 22. listopadu v Praze. Na tomto koncertu mimo jiné zapůsobila na sochaře Ladislava Šalouna. Ten jí následujícího dne zaslal blahopřejný dopis a později ji požádal, aby ji mohl portrétovat. Tak ještě do konce roku 1917 vznikla socha sedmnáctileté Ervíny, která byla později nešťastnou náhodou zničena.

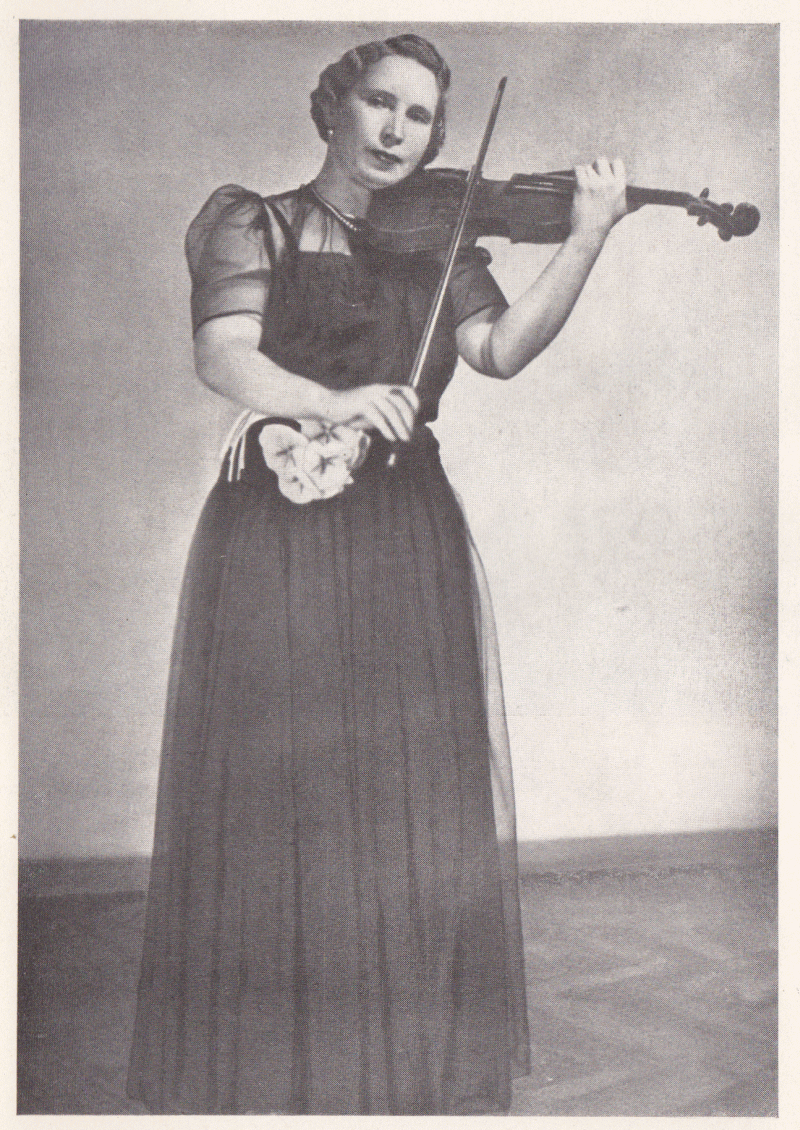
Ervína Brokešová. Foto z roku 1941 krátce před zatčením Gestapem.

Na jaře 1919 vystoupila na koncertu České filharmonie pod taktovkou Ludvíka Čelanského, kde hrála Wieniawského koncert D moll. V tomto roce ukončila studia u prof. Suchého a nastoupila do právě zřízené mistrovské třídy Otakara Ševčíka při Státní konzervatoři v Praze. Mistrovskou třídu absolvovala za jediný rok státní zkouškou. Na absolventském koncertu žáků prof. Ševčíka, který proběhl 8. července 1920 ve Smetanově síni Obecního domu v Praze, hrála koncert pro housle, op. 8 Richarda Strausse. Koncert doprovázela Česká filharmonie vedená Václavem Talichem.

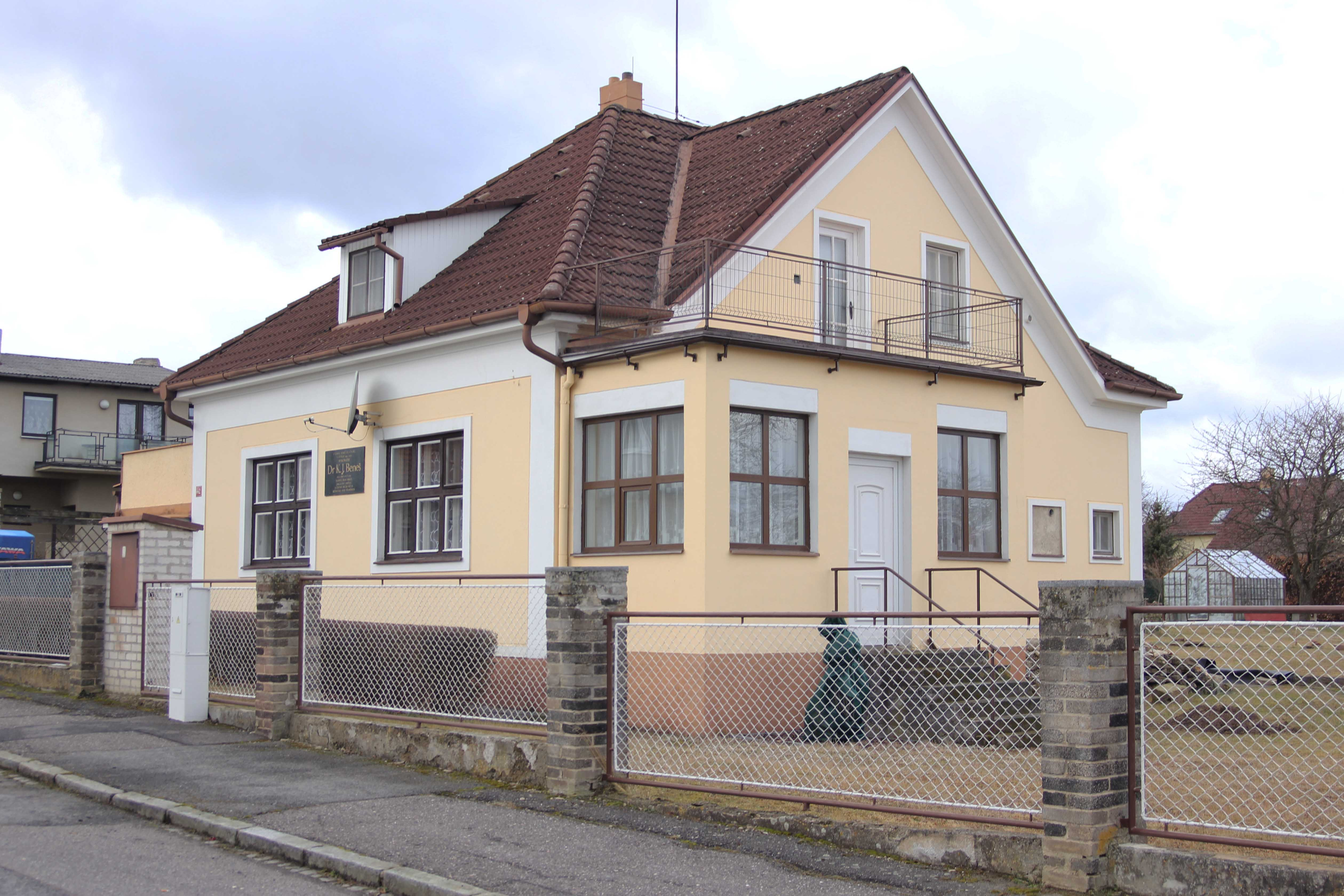
Dům v Rožmitále pod Třemšínem

V roce 1922 absolvovala první zahraniční turné. Hrála s předními orchestry, například Česká filharmonie, Vídeňští filharmonikové, Berlínští filharmonikové, Varšavská filharmonie; hrála i s Českým kvartetem. Vystupovala i společně s Emmou Destinnovou. V roce 1926 podnikla turné do Estonska, Lotyšska a Litvy, které mělo opět veliký ohlas. Ve stejném roce poprvé vystoupila v Československém rozhlasu. Její hra je zaznamenána i na několika gramofonových deskách firmy Odeon z let 1928–30. Hrála na housle z italské houslařské dílny Guarneri. Poslední zahraniční turné uskutečnila v roce 1936 po Jugoslávii.
Na jaře 1924 se seznámila s Ervínem Schulhoffem, který ji později v tomto roce doprovázel jako klavírista na řadě koncertů v českých městech. Další společné koncerty měli v roce 1930.
Dne 4. července 1925 se provdala za spisovatele Karla Josefa Beneše. Benešův román Uloupený život, který vyšel v roce 1935, měl mezinárodní úspěch a byl zfilmován v roce 1939 ve Velké Británii. Za honorář si manželé postavili domek v Rožmitále pod Třemšínem.
V období hospodářské krize méně koncertovala, zato nahrála pro rozhlas díla skladatelů jako byli: Karel Bendl, Antonín Dvořák, Zdeněk Fibich, Josef Bohuslav Foerster, Jan Kubelík a dalších. Rovněž začala učit hře na housle.
Po okupaci Československa se manželé zapojili do odbojové činnosti Petičního výboru Věrni zůstaneme. Karel Josef Beneš byl v prosinci 1941 zatčen. Jeho žena pak absolvovala řadu výslechů. Navzdory tomu pokračovala v odbojové činnosti pod krycím jménem Foška jako spojka mezi Prahou a Rožmitálem. Mimo to se pokoušela navštěvovat vězněného manžela, aby mu ulehčila jeho věznění. Podařilo se jí proniknout i na soudní řízení v Drážďanech v roce 1944, kde byl jejímu muži původně navrhován trest smrti. Nakonec byl odsouzen k sedmi letům žaláře. Z nacistického vězení se šťastně vrátil v květnu 1945.
V červenci 1945 se Beneš podílel na druhém vydání programového prohlášení Petičního výboru Věrni zůstaneme Za svobodu do nové Československé republiky. V roce 1947 jí vyšla monografie Ty a já : deník (v roce 1972 podruhé vydaná pod názvem Žila jsem nadějí : deník), ve které vzpomíná na období za okupace a rožmitálský odboj. V roce 1948 podepsala výzvu prokomunistické inteligence Kupředu, zpátky ni krok!, jež byla vydána dne 25. února 1948 na podporu komunistického převratu. Udělala to spolu s manželem; ten začal působit v akčním výboru Syndikátu českých spisovatelů. Poté, když byli někteří účastníci protinacistického odboje opět uvězněni, Karel J. Beneš požádal o předčasné penzionování a manželé Benešovi se stáhli do ústraní do Rožmitálu. Ervína Brokešová ukončila svou hudební kariéru a pomáhala svému manželovi přepisovat jeho rukopisy. Po manželově smrti žila v Rožmitále sama díky pomoci sousedů a přátel.
Zemřela 19. října 1987 a je pohřbena na městském hřbitově v Rožmitále pod Třemšínem. Dědictví ve výši 1 660 000 Kč odkázali manželé Benešovi Svazu československých spisovatelů a mělo být použito ke zřízení Ceny K. J. Beneše pro podporu mladých autorů. Cena nebyla nikdy udělena a peníze zmizely.

## Spisy
Je autorkou memoárové literatury:
- Ty a já : deník, Praha : Československý Kompas, 1947
- Žila jsem nadějí : deník, Praha : Středočeské nakladatelství a knihkupectví, 1972 - 2. vydání deníků